# Ukrainisches Bachneunauge
Das Ukrainische Bachneunauge (Eudontomyzon mariae) ist eine Art der Gattung Eudontomyzon der Neunaugen.

## Merkmale
Der Körper der Neunaugen ähnelt stark dem eines kleinen Aals. Die Tiere gehören allerdings nicht zu den Knochenfischen, sondern zu den Kieferlosen. Neben dem Kiefer fehlen ihnen auch die paarigen Flossen. Charakteristisch für alle Neunaugen ist auch das Vorhandensein von sieben rundlichen Kiemenöffnungen hinter dem Auge. Vor den Augen befinden sich die Nasengruben. Anstelle eines Kiefers besitzen Neunaugen eine Mundplatte, die mit zahlreichen Zähnen besetzt ist, deren Anzahl, Anordnung und Form zur Bestimmung herangezogen werden kann.
Das Ukrainische Bachneunauge besitzt eine Gesamtlänge von bis zu 22 cm, die meisten Tiere werden etwa 18 cm lang. Das höchste gemessene Alter beträgt sieben Jahre. Die spatelförmige Schwanzflosse wird bei erwachsenen Tieren grau bis schwarz. Am Rand der Mundscheibe befinden sich zahlreiche, meist in Reihen angeordnete Lippenzähne. Die inneren Lippenzähne sind unregelmäßig angeordnet.

## Verbreitung
Die Art ist in Osteuropa relativ weit verbreitet. So wurde sie u. a. in den Einzugsgebieten der Oder, der Weichsel und der Memel nachgewiesen, die in die Ostsee entwässern. Sie ist auch im nördlichen Einzugsgebiet des Schwarzen Meers – von der Donau bis zum Kuban – heimisch (darunter auch im Don, Dnister und Dnjepr), sowie in der Sura und der Wolga, die zum Kaspischen Becken gehören. Im Donau-System kommt sie nur flussabwärts des Eisernen Tors vor. Einmalig wurde die Art auch im oberen Einzugsgebiet der tschechischen March gefunden.

## Biologie
Eudontomyzon mariae ist eine reine Süßwasserart, unternimmt also keine Wanderung ins Meer und bevorzugt klares, sauerstoffreiches Wasser. Die Ammocoeten sitzen in Sand- oder Tonsedimenten und ernähren sich dort 3–4 Jahre lang von organischen Partikeln, die sie aus der Wassersäule filtern. Im September–Dezember durchlaufen die Neunaugen eine Metamorphose und reifen zu adulten Tieren heran. Die Laichzeit beginnt im späten April bei Wassertemperaturen zwischen 11 und 16 °C und endet bereits im frühen Mai, in höheren Lagen etwas später im Jahr. Die erwachsenen Tiere nehmen keine Nahrung mehr zu sich. Sie gehören zu den nicht-prädatorischen Vertretern der Neunaugen.
Die Art wird von der IUCN als „nicht gefährdet“ (LC = Least Concern) eingestuft. Dennoch wird ein langsamer Populationsrückgang erwartet. Lokal ist die Art durch die Errichtung von Staudämmen und Wasserverschmutzung bedroht.